# مشطية الوصاد متعددة الأشواك
مشطية الوصاد متعددة الأشواك (الاسم العلمي:Ctenopoma multispine) (بالإنجليزية: Manyspined ctenopoma or Manyspined Climbing Perch)‏ هي نوع من الأسماك تتبع جنس مشطية الوصاد من الفصيلة الأناباسية.